# Zo zal het zijn (Rob de Nijs)
Zo zal het zijn is een single van de Nederlandse zanger Rob de Nijs uit 1998. Het stond in 1997 als achtste track op het album Over leven.

## Achtergrond
Zo zal het zijn is geschreven door Ellert Driessen en Belinda Meuldijk en geproduceerd door Ellert Driessen, Frank Jansen, Rob de Nijs en Sander Baas. Het is een nederpoplied waarin de liedverteller zingt naar iemand die overlijdt over een plek waar diegene heen zal gaan waar geen haat en pijn is en dat degene zijn/haar liefde achterlaat. De B-kant is een liveversie van de single Nu het om haar gaat, geschreven door Belinda Meuldijk en Maarten Peters en als vijfde track op het album te vinden. In 2000 stond een liveversie van Zo zal het zijn op de B-kant van de single Annelies uit Sas van Gent.

## Hitnoteringen
De zanger had bescheiden succes met het lied in de Nederlandse hitlijsten. In de Top 40 kwam het tot de 23e plaats en was het tien weken te vinden. Hiermee is het het laatste lied van De Nijs dat in de Top 40 heeft gestaan. De piekpositie in de Mega Top 100 was de 26e plaats. Het stond achttien weken in deze hitlijst.

### Evergreen Top 1000
| Evergreen Top 1000 "Zo zal het zijn" | Evergreen Top 1000 "Zo zal het zijn" | Evergreen Top 1000 "Zo zal het zijn" | Evergreen Top 1000 "Zo zal het zijn" | Evergreen Top 1000 "Zo zal het zijn" | Evergreen Top 1000 "Zo zal het zijn" | Evergreen Top 1000 "Zo zal het zijn" | Evergreen Top 1000 "Zo zal het zijn" | Evergreen Top 1000 "Zo zal het zijn" | Evergreen Top 1000 "Zo zal het zijn" | Evergreen Top 1000 "Zo zal het zijn" | Evergreen Top 1000 "Zo zal het zijn" | Evergreen Top 1000 "Zo zal het zijn" | Evergreen Top 1000 "Zo zal het zijn" | Evergreen Top 1000 "Zo zal het zijn" | Evergreen Top 1000 "Zo zal het zijn" | Evergreen Top 1000 "Zo zal het zijn" |
| Jaar                                 | 2008                                 | 2009                                 | 2010                                 | 2011                                 | 2012                                 | 2013                                 | 2014                                 | 2015                                 | 2016                                 | 2017                                 | 2018                                 | 2019                                 | 2020                                 | 2021                                 | 2022                                 | 2023                                 |
| ------------------------------------ | ------------------------------------ | ------------------------------------ | ------------------------------------ | ------------------------------------ | ------------------------------------ | ------------------------------------ | ------------------------------------ | ------------------------------------ | ------------------------------------ | ------------------------------------ | ------------------------------------ | ------------------------------------ | ------------------------------------ | ------------------------------------ | ------------------------------------ | ------------------------------------ |
| Positie                              | -                                    | -                                    | -                                    | -                                    | -                                    | -                                    | -                                    | -                                    | -                                    | 541                                  | 416                                  | 379                                  | 160                                  | 198                                  | 132                                  | 95                                   |